# Берлинер Вайс
Берлинер Вайс (на немски: Berliner Weiße), известна и като Берлинска бяла бира, е традиционна германска регионална бира, тип ейл, която се прави само в Берлин, Германия, със съдържание на алкохол от 2,8 до 3,6 об. %.

## История
За произхода на тази бира има няколко теории. Според едни историци Берлинер Вайс произхожда от друга регионална бира, известна като Halberstädter Broihans, която се произвежда в град Халберщад, западно от Берлин. Според друга теория бирата е пренесена в Берлин в края на ХVІІ век от протестантски френски хугеноти, бягащи от религиозните преследвания от страна на френския крал Луи XIV. Други експерти смятат Берлинер Вайс за изключително местен специалитет, като се позовават на документи от 1642 г. Други отнасят възникването на бирата още по-рано, като се позовават на пивоварни документи от 1552 г., които описват една бира, която би могла да бъде Берлинер Вайс. Когато Наполеон окупира Берлин през 1809 г., той нарича Берлинер Вайс „Шампанското на Севера“.
Независимо от споровете за произхода на бирата, през ХVІІІ век Берлинер Вайс е любима напитка на берлинчани, и към 1800 г. се продава в над 700 берлински бирарии. Оттогава този необичаен стил е подложен на постоянен спад на пазарния дял, и днес е строго местен специалитет. До края на ХХ век в Берлин остават само две пивоварни, произвеждащи Берлинер Вайс – Berliner Kindl и Schultheiss, които през 2006 г. се сливат в „Berliner Kindl Schultheiss Brauerei“, която от своя страна е собственост на групата „Oetker“. Компанията произвежда в Берлин „Schultheiss Berliner Weisse“ и „Berliner Kindl Weisse“. Марката „1809 Berliner Style Weisse“ се произвежда от пивоварната „Professor Fritz Briem“ във Фрайзинг, а „Freigeist Abraxxxas“ – от пивоварната „Gasthaus-Brauerei Braustelle“ в Столберг.
Берлинер Вайс има по малко от един процент пазарен дял от общия пазар на бира в Германия, но този стил е изключително популярен в Берлин и района. Берлинер Вайс се ползва със защитено наименование за произход и може да бъде произведена само в германската столица. Въпреки това, редица американски и канадски пивоварни правят бира в стил Берлинер Вайс и използват името за обозначаване на своите марки бира.

## Характеристика
Берлинер Вайс е кисел, тръпчив, плодов и освежаващ пшеничен ейл. Бирата се прави от около 25 – 30 % светъл пшеничен малц, а останалата част е ечемичен малц – тъмен в миналото и светъл пилзенски в наши дни. Резултатът е бира със светъл сламено до тъмножълтеникав цвят. Прозрачността варира от прозирна до мътна. При изливане образува голяма плътна бяла пяна. Бирата е силно газирана и шумяща.
Поради своята тръпчивост Берлинер Вайс почти никога не се консумира направо, а в комбинация със сладък сироп от малина или лазаркиня. Поради оцветеността на сиропите, бирата с добавка на червен малинов сироп се нарича „Ein Rotes“, а тази със зелен сироп от лазаркина – „Ein Grünes“. В чашата първо се налива около 20 милилитра сироп, а впоследствие – самата бира.
През ХІХ век като добавка са използвали и шнапс, шампанско или ликьор, но този обичай днес е отпаднал. Често в заведения бирата се поднася със сламка, което сериозно дразни истинските познавачи и любители на бирата. Берлинер Вайс може да се съхранява на тъмно и хладно място в продължение на пет години, през което запазва качествата си и придобива наситен плодов вкус.

## Търговски марки
В Германия се произвеждат марките Schultheiss Berliner Weisse, Berliner Kindl Weisse, 1809 Berliner Style Weisse и Freigeist Abraxxxas.
В САЩ се произвеждат марките Nodding Head Berliner Weisse (Пенсилвания), Cigar City Pilot Series Passionfruit and Dragonfruit Berliner Weisse, Cigar City Pilot Series Strawberry-Rhubarb Berliner Weiss и Peg’s G.O.O.D. Ich Bin Ein Berliner Weisse(Флорида), Southampton Berliner Weisse (Ню Йорк), New Glarus Unplugged Berliner Weiss (Уисконсин), The Bruery Hottenroth Berliner Weisse (Калифорния), Crabtree Berliner Weisse (Колорадо), Jackie-Os Berliner Weiss (Охайо) и др.
В Канада – Dieu du Ciel Solstice d’Été aux Cerises (Монреал) и др.